# Karnawały
Karnawały (tyt.oryg. Karnavalet) – albański film fabularny z roku 1980 w reżyserii Ismaila Zhabiaku, na podstawie powieści Karnavalet e Korçës Spiro Çomory. Pierwsza w dziejach kinematografii albańskiej komedia muzyczna.

## Opis fabuły
Akcja filmu rozgrywa się w Korczy, w latach 30. XX wieku. W dniu karnawału służąca Nasta i jej chłopak Loni spotykają się na zabawie z kupcem Nikollaqem i jego żoną Olimbią. Sytuacja, w której znalazły się obie pary sprzyja ukazaniu różnic w zachowaniach i obyczajach obu par - spontaniczności Nasty i Loniego przeciwstawiono typowo drobnomieszczańskie cechy drugiej pary.
Zdjęcia do filmu realizowano w Korczy.

## Obsada
- Lisenko Malaj jako Loni (śpiewa Hysen Koçia)
- Afërdita Pilkati jako Nasta (śpiewa Zeliha Sina)
- Xhovana Dako jako Olimbia
- Mirush Kabashi jako Nikollaq Jorganxhi (śpiewa Vangjo Kosta)
- Tatjana Kora jako Afroviti (śpiewa Shqipe Zani)
- Agim Quku jako prefekt
- Ibrahim Tukiçi jako dr Gjuvi
- Pëllumb Deçolli jako kapitan Lilo (śpiewa Gaqo Zdruli)
- Sotiraq Çili jako malarz
- Manushaqe Qinami jako żona konsula
- Kristaq Qepo jako Kapa
- Roza Anagnosti
- Lefter Bezho
- Minella Kriqi
- Stefi Panariti
- Qiriako Qeramixhi
- Zeliha Sina
- Shqipe Zani
- Gaqo Zdruli